# Маркус Харис Маулана
Маркус Харис Маулана (индон. Markus Haris Maulana или Muhammad Haris Maulana (индон. Markus Haris Maulana), имя при рождении — Маркус Хорисон Ририхина (индон. Markus Horison Ririhina); 14 марта 1981 год, Пангкалан Брандан, Индонезия) — индонезийский футболист.

## Карьера
В конце 2000-х годов являлся основным вратарём команды Индонезии по футболу. Его дебют в национальной команде пришёлся 1 июня 2007 года в товарищеском матче против Гонконга, который Индонезия выиграла со счетом 3:0. Он провёл один матч в Кубок Азии 2007 в Индонезии в матче против Южной Кореи 18 июля 2007 года, Индонезия проиграла 0-1 в той игре. Он участвовал в ПОН 2000 в Восточной Яве и в ПОН 2004 в Селатане на Суматре. После пяти лет проведённых за «Медан», Маркус решил переехать в «Персик Кедири» в 2008 году, но в середине сезона 2008/09, он снова вернулся в свой бывший клуб. В сезоне 2009-10 индонезийской Суперлиги, Маркус играл за «Арема» Маланг. Он также играл за «Персиб Бандунг», дебютировал за клуб 21 февраля 2010 года в матче против «Персисам Путра Самаринде» (2:0) в качестве замены на прощальном матче Косина Хатайраттанакула.

## Личная жизнь
Маркус изменил своё имя в августе 2009 года после перехода в ислам. Он женился на известной индонезийской актрисе Кики Амалии в ноябре 2010 года после того, как развелся со своей первой женой. Однако брак длился недолго, Маркус подал на развод в 2012 году, и они были юридически разведены в июне 2013 года..